# ایالت زامفارا
ایالت زامفارا (به لاتین: Zamfara) یک ایالت در نیجریه است که ۳۹٬۷۶۲ کیلومترمربع مساحت دارد.